# Jason-1

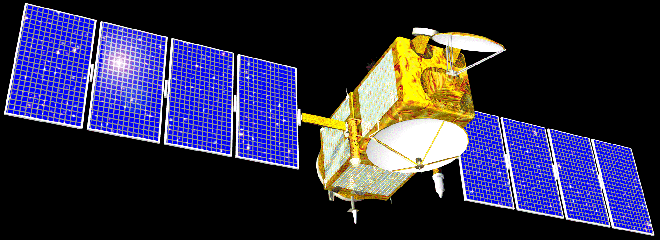
Umělecké znázornění družice Jason-1

Jason-1 je umělá družice vyvinutá NASA a Národním centrem kosmického výzkumu za účelem sledování výšky hladiny oceánu a vytváření topografických map. Jedná se o nástupce družice TOPEX/Poseidon.

## Historie a vývoj
Družice je výsledkem spolupráce americké NASA a francouzské CNES. Byla vytvořena jako součást systému na pozorování zemského povrchu.
Mise začala v prosinci 2001. Družice odstartovala na raketě Delta II vyrobené firmou Boeing z Vandenbergovy letecké základny. Během první části mise družice létala na velmi podobné dráze jako její předchůdce sonda TOPEX, což umožnilo kalibraci palubních přístrojů pomocí dat z TOPEXu. Po dokončení kalibrace byla družice přesunuta na definitivní oběžnou dráhu.
Satelit nese jméno podle Iásóna – starořeckého mytologického hrdiny, vůdce Argonautů do Kolchidy a syna dědice iólkského trůnu Aisona.

## Přístroje
Družice nesla na palubě pět základních přístrojů:
- Poseidon 2 – radar pro měření výšky mořské hladiny
- Jason Microwave Radiometr – mikrovlnný radiometr
- DORIS - nástroj pro určení dráhy s přesností 10 centimetrů
- BlackJack Global Positioning System – GPS přijímač používaný k řízení oběžné dráhy družice
- Laser a laserový odražeč – nástroj sloužící ke kalibraci oběžné dráhy a ke kontrole výšky

Mnoho satelitů využívá dvoupásmový radar k měření výšky. To v kombinaci s dalšími orbitálními prvky (například GPS systému, který přesně určí polohu), umožňuje přesné mapování topografie Země. Tyto dvě vlnové délky byly vybrány tak, aby bylo možné automaticky opravovat zpoždění způsobené v ionosféře.

## Získané informace
Informace o rozložení vody jsou používány k definování gravitační mapy planety a k určení výšky dna oceánu. Družice také pomohla zpřesnit údaje o hmotnosti vody na Zemi, jejím spektru a směrech proudění. Tyto informace umožňují počítačovým programů definovat rychlost mořských proudů, což zlepšuje pochopení atmosférických jevů.
Mise skončila v červenci 2013. Nástupcem družice Jason-1 se stala družice Jason-3, která do vesmíru odstartovala roku 2016.